# 中正國小站
中正國小站是位於臺灣臺中市西區的臺灣大道幹線公車站。2014年8月10日啟用時，為台中BRT藍線車站，2015年7月8日轉型為臺灣大道幹線公車站。

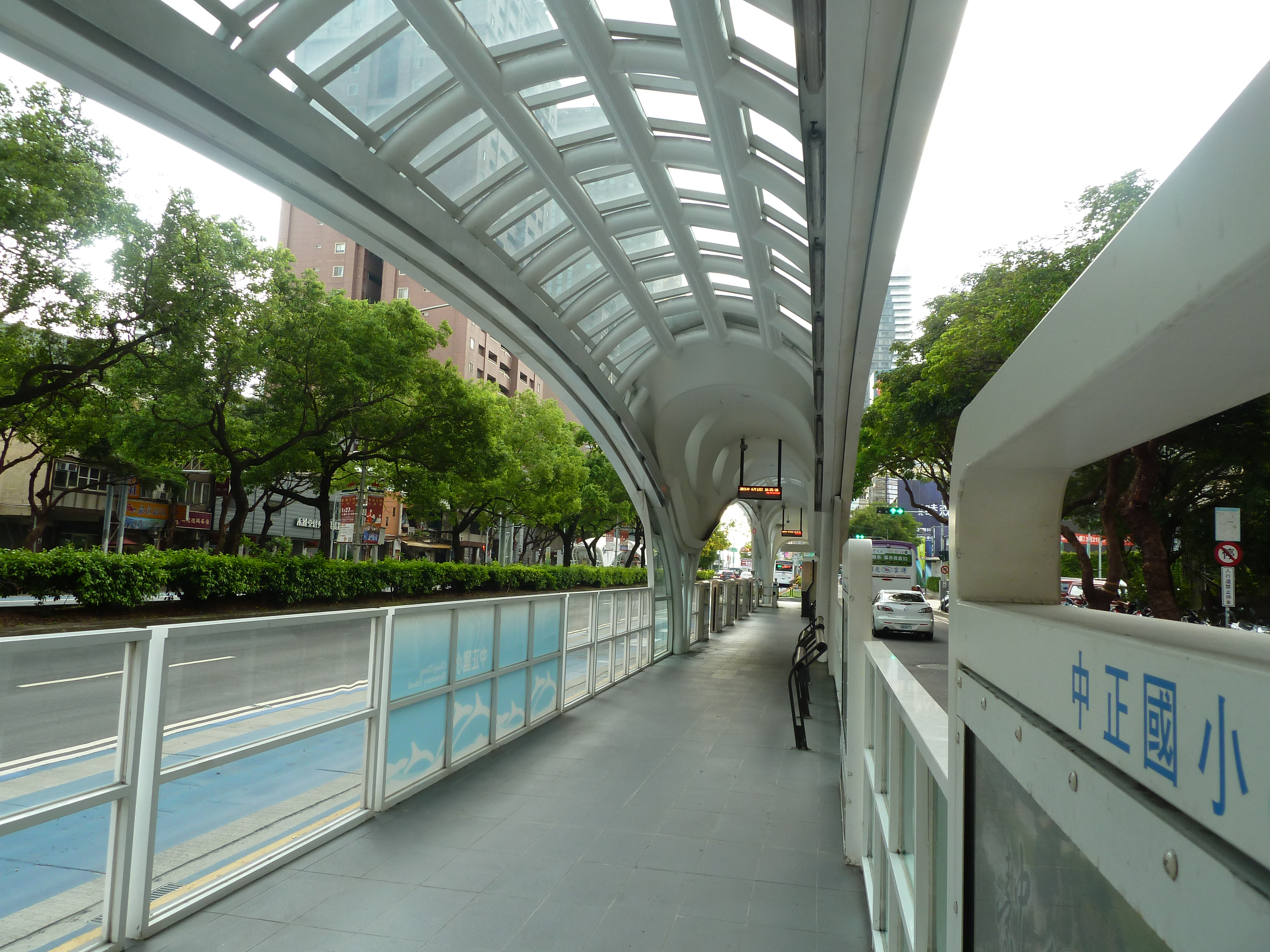
第二月台欄杆尚未拆除之意象

## 車站歷史
- 2014年8月10日：啟用。
- 2015年7月8日：臺中市快捷巴士系統廢除後，原藍線車站改為臺中市公車臺灣大道幹線的公車站，有臺中市公車300路、301路、302路、303路、304路、305路、306路、307路、308路停靠本站。[1]
- 2017年7月7日：增停309路公車。[2] [3]

## 車站概要
車站位於臺灣大道二段與英才路、大仁街口交界地面，於2014年8月10日正式啟用，2015年7月8日轉換成公車專用道候車站。車站分為兩座地面車站，與公車專用道同建於臺灣大道二段兩側的快、慢車道之間，設置雙向出口，西行月台位於大仁街口東側，東行月台位於英才路口西側。

## 車站結構
車道配置
| 慢車道           |                                   |
| 側式月台（西行） |                                   |
| 公車專用車道     | ← 駛往靜宜大學方向（科博館站）    |
| 快車道           | 臺灣大道二段                      |
| 快車道           | 臺灣大道二段                      |
| 公車專用車道     | →駛往臺中火車站方向（茄苳腳站） → |
| 側式月台（東行） |                                   |
| 慢車道           |                                   |

車站出入口
中正國小站為兩座地面車站，皆設置單向出口。東行站（往臺中火車站方向）出口設置於臺灣大道大仁街口，西行站（往靜宜大學方向）出口設置於臺灣大道大仁街口。

## 車站週邊
- 臺中市西區中正國民小學
- NOVA資訊廣場台中英才店
- T.G.I. Friday's 台中英才店
- iBike 中正國小（位於英才路／臺灣大道二段179巷口，中正國小正門旁）
- 台中捷運藍線科博館站

## 慢車道公車轉乘資訊
- 中正國小：48、323、324、325、326
- 臺灣大道民權路口：48、323、324、325、326
- 英才臺灣大道口：51

## 腳註
1. ↑  公共運輸處於6月18日公佈優化公車專用道9條公車路線圖 （页面存档备份，存于），臺中市交通局，2015-06-22
2. ↑  .   [2017-07-09]. （原始内容存档于2017-07-07）.
3. ↑  .   [2017-07-09]. （原始内容存档于2017-07-20）.
4. ↑  中央社記者廖壬楷台中10日電. . 中央社. 2014-08-10  [2014-08-26]. （原始内容存档于2014-08-12） （中文（臺灣））.
5. ↑  . 技師好康報. 2013年12月6日  [2014-09-04]. （原始内容存档于2014-08-26） （中文（臺灣））.